# ジャン・ド・ヴァレット

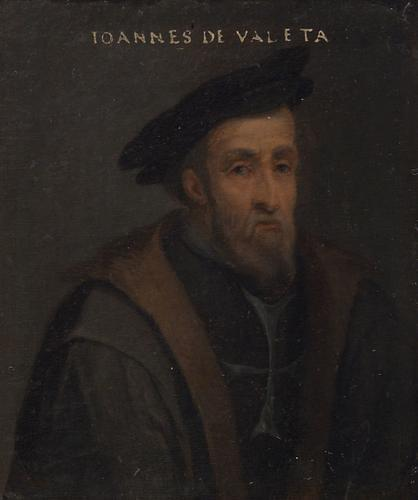
ジャン・パリゾ・ド・ヴァレット

ジャン・パリゾ・ド・ヴァレット （Jean Parisot de Valette,1494年? - 1568年8月21日）は、聖ヨハネ騎士団総長（在任:1557年 - 1568年）。

## 表記
ジャン・ド・ラ・ヴァレット（Jean de la Valette）とする表記が多いが、彼は存命中この名前を使用したことはない。
ヴァレットの死後、彼にちなんで名付けられた都市ラ・チッタ・ヴァレッタ（La Citta Valletta、現在のマルタ共和国の首都ヴァレッタ）と、彼の名前が次第に混同されて生じた間違いと考えられている。パリゾは生前のあだ名である。

## 生涯
フランス・ケルシ（現在のリムーザン地域圏北部）のヴァレット家出身。一族からは、十字軍遠征に同行した者が多い。彼の幼少期についてはわずかしか知られておらず、1523年のロドス島攻防時に当時の総長フィリップ・ヴィリエ・ド・リラダンと同行していたことがわかっている。年代記によって生年が違っており、マルタ大包囲戦のあった1565年には、70歳前後だったと推測されている。
1566年より、新都市バレッタの建設を命じ、最初の石を自らの手で運んだと伝えられている。完成前に亡くなり、バレッタ城塞内側の聖ヨハネ准司教座聖堂、納骨堂に葬られた。